# Mandolossa (torrente)
Il Mandolossa è un torrente della provincia di Brescia che nasce presso l'omonima località e sfocia nel fiume Mella.

## Storia
La sua presenza è citata in documenti del 1265.

## Percorso
Il torrente origina nei pressi dell'omonima località che si trova ai confini dei comuni di Brescia, Gussago e Roncadelle dalla congiunzione del Gandovere, ramo sinistro, proveniente da Ome, e del torrente Canale (o La Canale), proveniente da Gussago. A sud della località riceve in sponda sinistra le acque delle seriole Uraga e Porcellaga, provenienti dai quartieri dell'Oltremella della Badia e del Violino.
Dirigendosi a meridione, verso Roncadelle, il torrente separa il centro urbanizzato di questo comune, sulla sponda sinistra, dalla campagna, sulla destra idrografica. La divisione è anche relativa ai consorzi di bonifica: quella destra appartiene alla Bonifica Sinistra Oglio, mentre quella sinistra al Consorzio Mella e Fontanili.
Il Mandolossa attraversa la campagna a est di Castel Mella dalla quale in sponda destra, presso la cascina Cizzanello, viene derivato il vaso Gandovere. Prosegue poi nel territorio comunale di Azzano Mella, dove svolge la funzione di bonifica e drenaggio delle acque della prima falda sotterranea e getta le sue acque nel Mella, poco dopo aver sottopassato il raccordo autostradale Ospitaletto-Montichiari.